# Tant qu'il y aura des femmes (film, 1955)
Pour les articles homonymes, voir Tant qu'il y aura des femmes.
Pour plus de détails, voir Fiche technique et Distribution.
Tant qu'il y aura des femmes est un film français réalisé par Edmond T. Gréville, sorti en 1955.

## Synopsis
Sous des dehors de bon père de famille, le professeur Sylvain aspire à un peu de liberté, et affirme pour cela devoir assister à un congrès à Clermont-Ferrand, pour pouvoir retrouver sa jeune maîtresse. Démasqué à cause d'une histoire d'horaires de train qu'il ne connaît même pas, il est sommé de quitter le domicile conjugal...

## Fiche technique
- Titre français : Tant qu'il y aura des femmes
- Réalisation : Edmond T. Gréville assisté de Victor Merenda
- Scénario : Marcel Franck d'après sa pièce Le Congrès de Clermont-Ferrand
- Photographie : Léonce-Henri Burel
- Musique : Daniel White
- Société de production : Les Productions R.J. De Venloo
- Pays d'origine :  France
- Format : Noir et blanc - 1,37:1 - 35 mm - Son mono
- Durée : 75 minutes
- Date de sortie : 
  - France - 14 septembre 1955

## Distribution
- Pierre Destailles : Sylvain Mithouard
- Evelyne Ker : Huguette Mithouard, fille de Sylvain
- Mireille Perrey : Juliette Mithouard, femme de Sylvain
- Raymond Bussières : Émile, frère de la maîtresse de Sylvain
- Edith Georges : Maitresse de Sylvain
- Claude Nicot : Michel Mithouard, fils de Sylvain
- Estella Blain : Niagara, confidente d'Huguette
- Gaby Basset : Madame Hortense Géricault
- Louisette Rousseau
- Dolly Fairlie : Marie-Chantal de la Roche-Tombée (présidente du concours de photos)
- Jess Hahn, personne du « milieu »
- Max Dalban, , personne du « milieu »
- Noël Roquevert : Monsieur Léon Géricault
- Jacques Ciron : Hervé Géricault, amoureux d'Huguette
- Eddy Debray : l'académicien
- Maurice Maillot
- Jane Marken
- Danik Patisson, étudiante
- Annie Berval